# Tomáš Otruba
Tomáš Otruba (* 19. září 1972 Praha) je český investor a horolezec.  

## Kariéra a podnikatelské aktivity
V letech 2004 až 2014 byl mezinárodním managing partnerem české advokátní kanceláře BBH. V roce založil 2015 investiční skupinu Nordic Investors Group (v červnu 2025 přejmenovanou na Nordic Investors Hospitality) působící v oblasti telekomunikací, nemovitostí a informačních technologií.
V květnu 2016 se skupina Nordic Investors stala vlastníkem mobilní datové sítě operátora Air Telecom (později U:fon), který v únoru 2017 změnil název na Nordic Telecom. V dubnu 2019 ovládl Nordic Telecom poskytovatele pevného internetu Libli, jehož název se v lednu 2020 změnil na Nordic Telecom Regional. V červnu 2022 přešla veškerá aktiva a činnost Nordic Telecom do Nordic Telecom Regional, díky čemuž se spojilo poskytování bezdrátového a pevného internetu do jedné společnosti.
Nordic Telecom Regional dodává služby přes wi-fi i kabel více než 100 tisícům zákazníků. Pod společnost spadá okolo dvou desítek regionálních operátorů, které skupina převzala a integrovala v letech 2016 až 2023. 
V červnu 2024 koupil společnost Nordic Telecom Regional telekomunikační operátor O2.
Od roku 2023 je Otruba spolu s dalšími osobnostmi členem tzv. poradního sboru rodiny Kellnerových v rámci holdingu AMALAR, který byl založen za účelem koncentrace správy aktiv rodiny Kellnerových.
Tomáš Otruba je také většinovým majitelem hotelu Grand Hotel Hradec v Peci pod Sněžkou. V Krkonoších většinově vlastní ještě hotely Omnia a Residence Vyhlídka v Janských Lázních.
V roce 2024 se stal spolumajitelem hotelu Harmony ve Špindlerově Mlýně. Od roku 2025 vlastní minoritní podíly v pražských hotelech Hilton a Four Seasons.
Na jaře 2025 získala podíl ve společnosti Nordic Investors Group (nyní Nordic Investors Hospitality) podnikatelka Renáta Kellnerová. Otruba současně vstoupil do vybraných realitních projektů skupiny PPF.

## Sportovní úspěchy
Ve volném čase se Otruba věnuje horolezectví. Vystoupil na největší hory všech světadílů. Dne 13. května 2022 stanul jako patnáctý Čech na vrcholu nejvyšší hory světa – Mount Everestu (8849 m n. m.). Na vrchol vystoupal jižní cestou za použití kyslíku.  Před výstupem na Mount Everest zdolal na podzim 2021 další osmitisícový vrchol Dhaulágirí (8167 m n. m.).

## Soukromý život
Tomáš Otruba je rozvedený. V dubnu 2024 Deník N uvedl, že se jeho novou životní partnerkou stala Renáta Kellnerová, majitelka skupiny PPF.